# 祥雲寺 (堺市)
祥雲寺（しょううんじ）は、大阪府堺市堺区に所在する臨済宗大徳寺派の寺院。山号は龍谷山。本尊は十一面観音菩薩。所有する絵画2件が国の重要文化財に、庭園が大阪府の名勝に指定されている。

## 歴史・概要
1625年 (寛永2年) 、堺の豪商・谷正安は、大坂夏の陣 (1615年) で焼失した海会寺の跡地に当寺を建築。1628年に沢庵宗彭を開山として迎え、当初は瑞泉寺と名乗った。その後祥雲庵、1639年に祥雲寺とした。江戸幕府3代将軍・徳川家光の頃より幕府巡見所の一つとなり、かつては五葉松が有名で「松の寺」と呼ばれたが、1945年 (昭和20年) の堺空襲で壮大な寺域を焼失した。正安から依頼された画家・俵屋宗達作の松島図屏風は、当時の住吉付近の海岸を描写したものとされ、当寺に長らく伝来していたが明治時代後期に売却され、現在は米国ワシントンD.C.にあるフリーア美術館が所蔵している。2010年 (平成22年)、キヤノンによる同屏風の高精細印刷の複製品が寄贈された
。

## 文化財

### 重要文化財
以下2件はいずれも大阪市立美術館に寄託している。
- 絹本著色 沢庵和尚像　－　1908年 (明治41年) 4月23日指定
- 絹本著色 釈迦二声聞像　－　1910年4月20日指定

### 大阪府指定名勝
- 庭園

方丈の南庭として造られた平庭式枯山水の庭園で面積212平方メートル。土塀寄りに石組を、手前に白砂を配置する江戸時代前期の様式で、京都・大徳寺と類似する点が多い。空襲で敷地全体が焼けてしまったが、石組を基に整備。1969年3月31日、大阪府から名勝に指定された。

## 現地情報

### 所在地
大阪府堺市堺区大町東4丁2-7

### アクセス
- 阪堺電気軌道阪堺線宿院停留場から徒歩5分
- 南海高野線堺東駅から徒歩10分

### 周辺施設
- 山口家住宅 – 重要文化財
- 旧丹治商会 – 登録有形文化財
- さかい利晶の杜
- 南宗寺, 海会寺